# 多夫若克 (波格列比謝區)
49°22′28″N 29°8′2″E / 49.37444°N 29.13389°E
多夫若克（烏克蘭語：Довжок），是烏克蘭的村落，位於該國西南部文尼察州，由文尼察區負責管轄，面積0.26平方公里，海拔高度267米，2001年人口388，人口密度每平方公里1,515.63人。